# El Arañado
El Arañado é um município da província de Córdova, na Argentina.